# Arybbas (Epirus)
Arybbas (altgriechisch Ἀρύββας Arýbbas; † nach 342/41 v. Chr.) war ein um die Mitte des 4. Jahrhunderts v. Chr. herrschender König der Molosser und  Hegemon von Epirus.
Arybbas entstammte der molossischen Herrscherdynastie der Aiakiden und war ein Sohn des Alketas. Als sein Vater um 370 v. Chr. starb, stritt er sich anfangs mit seinem wohl älteren Bruder Neoptolemos wegen der Thronfolge, bis dieser ihn schließlich zum Mitregenten annehmen musste. Nachdem Neoptolemos einige Zeit vor 357 v. Chr. verstorben war, wurde der mit dessen älterer Tochter Troas vermählte Arybbas alleiniger König der Molosser und Vormund von Neoptolemos’ jüngeren Kindern Olympias und Alexandros.
Um 360 v. Chr. fielen die Illyrer unter Bardylis – der wahrscheinlich um 385 v. Chr. Arybbas’ damals vertriebenen Vater Alketas wieder auf den Thron gebracht hatte – in Epirus ein. Die Sorge um einen künftig besseren Schutz vor solchen Angriffen trug wohl maßgeblich dazu bei, dass Arybbas um 357 v. Chr. ein Bündnis mit dem aufstrebenden Makedonenkönig Philipp II. schloss, wobei dieser zur Besiegelung des Paktes Olympias zu einer seiner Gemahlinnen nahm.
Arybbas hatte zwei Söhne, von denen er den älteren, Alketas, zugunsten des jüngeren, Aiakides, von der Thronfolge ausschloss und aus dem Land verbannte. Ferner war er Großvater des Pyrrhos. Sein Verhältnis zu Philipp II., der wohl nach entscheidendem Einfluss in Epirus strebte, entwickelte sich aber bald sehr negativ. Schon vor 349 v. Chr. zog der Makedonenkönig gegen Arybbas zu Felde und vertrieb ihn 342/341 v. Chr. gänzlich aus seinem Reich, das nun Olympias’ jüngerem Bruder Alexandros zufiel. Arybbas wurde von den Athenern gastfreundlich aufgenommen, die ihm – wie schon seinem Großvater Tharyps und seinem Vater Alketas – das Bürgerrecht verliehen.
Das weitere Schicksal des Arybbas und sein Todesjahr sind unbekannt. Julius Kaerst vermutet, dass er in der Verbannung gestorben sei. Er könnte aber auch mit jenem Aryptaios identisch sein, der laut Diodor im Lamischen Krieg (323–322 v. Chr.) als Führer eines Teils der Molosser auf Seite vieler Griechen gegen die ebenfalls griechischen Makedonen kämpfte, dann aber auf die Seite des Antipatros wechselte.
Bei den 109. Olympischen Spielen 344 v. Chr. war Arybbas Sieger beim Tethrippon.